# Langeron
Para el botánico Maurice Charles Pierre Langeron (1874-1950)
 Langeron  es una población y comuna francesa, situada en la región de Borgoña, departamento de Nièvre, en el distrito de Nevers y cantón de Saint-Pierre-le-Moûtier.

## Demografía
| 432 | 385 | 363 | 338 | 316 | 356 |
| Para los censos de 1962 a 1999 la población legal corresponde a la población sin duplicidades (Fuente: INSEE [Consultar]) |     |     |     |     |     |